# 橋本日都
橋本 日都（はしもと にちと、1954年5月17日 - ）は、福島県出身のプロゴルファー。

## 来歴
矢吹ヶ原伝習農場出身。
21歳からゴルフを始め、1988年にプロ入りする。
1990年の茨城オープンでは最終日に69をマークして5位に入り、ミズノTOKYOオープンでは初日を佐藤英之と共に68をマークして首位タイでスタートした。
1991年のミズノオープンでは草壁政治・入野太・倉本昌弘・山本善隆と並んでの10位タイに入った。
1995年にはJCBクラシック仙台では初日にコースレコード63
をマークして首位に立ち、3日目には2位をキープし、最終日に逆転優勝の望みをつないだが、福沢孝秋と並んでの3位タイに入った。コースレコードは1999年に桑原克典が62で更新するまで破られず、試合後には優勝した川岸良兼と握手した。
2006年には地元の福島オープンを制し、後に大会の実行委員長を務めてきたが、橋本は「いつかはもっと大きな試合にしたい」という夢を胸に秘めていた。2011年2月には毎年東京都内で開催されるゴルフ関連企業、業界関係者のコンベンションに足を運び、プロトーナメントの運営会社の関係者と名刺を交換。
3月11日の東日本大震災では須賀川市にある自宅が激しい揺れを受けて半壊し、命こそ無事であったが、外に出れば、2階建ての屋根瓦が剥がれ落ち、無残な姿となった家の姿を写真に収めた。
震災後も苦労の中で地元スポンサーの協力を必死に仰ぎ、8月には前年とほぼ同規模のプロアマ約200人を集めて大会を実施することに成功。2014年にはダンロップスポーツがゴルフ活性化を目的に、全国の地区連盟などにツアートーナメントの新規開催を呼びかけた際、20回を迎える記念大会に合わせて開催を、と名乗りを上げ、ついに男子レギュラーの試合に昇格した。
2008年の日本プロシニアでは3日目に68をマークし佐野修一・藤池昇と並んでの10位タイ、2009年の同大会では2日目と最終日に69をマークし植田浩史と並んでの10位タイに入った。
2014年にはダンロップ・スリクソン福島オープンに主催者推薦を受けて、1998年に福島で行われたアコムインターナショナル以来のレギュラーツアー参戦を果たすことができた。同年に還暦を迎えたシニアプロには酷暑も重なって非常にタフなコンディションで決勝進出はならず、同大会を最後にレギュラーツアーから引退。
現在は福島県プロゴルフ会顧問で、郡山市の「エレガンスゴルフガーデン」でレッスン、本宮市の「ゴルフスポット mottoONE」でキッズスクールを担当。

## 主な優勝
- 2006年 - 福島オープン